# Pandanus granulosus
Pandanus granulosus är en enhjärtbladig växtart som beskrevs av Harold St.John. Pandanus granulosus ingår i släktet Pandanus och familjen Pandanaceae. Inga underarter finns listade.